# Cameron Bennerman
Cameron Alden Bennerman (ur. 8 maja 1984 w Greensboro) – amerykański koszykarz występujący na pozycji rzucającego obrońcy.
W 2007 reprezentował Phoenix Suns podczas rozgrywek letniej ligi NBA w Las Vegas.
W sezonie 2009/2010 otrzymał nagrodę za najlepszy wsad sezonu PLK. 
W sezonie 2010/2011 występował w Polskiej Lidze Koszykówki, w zespole Czarnych Słupsk. 
W 2013 ponownie wrócił do PLK. Podpisał kontrakt z AZS Koszalin.

## Osiągnięcia
Na podstawie, o ile nie zaznaczono inaczej.
NCAA
- Uczestnik rozgrywek:
  - Sweet 16 turnieju NCAA (2005)
  - II rundy turnieju NCAA (2004–2006)
  - turnieju NCAA (2003–2006)
- Zaliczony do III składu ACC (2006)
- Uczestnik konkursu wsadów NCAA (2006)[2]

Indywidualne
- Zaliczony do II składu PLK (2011 przez dziennikarzy)[3]
- Uczestnik:
  - meczu gwiazd PLK (2011)
  - konkursu wsadów PLK (2011 – 2. miejsce)